# Псилоцибін
Псилоцибін — алкалоїд, фосфорний ефір похідного триптаміну (C12H17N2O4P). В природі зустрічається у деяких грибах роду Psilocybe, Panaeolus, Stropharia, Gymnopilus, Іноцибе та інших, в деяких країнах речовину синтезують з метою медичного та психотерапевтичного використання.

## Фізичні властивості
Вперше виділений в чистому вигляді 1958 році Альбертом Хофманом з грибів виду Psilocybe mexicana. На вигляд білі голкоподібні кристали. Молекулярна маса 284,25 а. о. м. Ультра-фіолетовий спектр поглинання в метанолі: максимуми при 221,0 нм, 267,5 нм, 278,5 нм, 290,0 нм. При взаємодії з реактивом Маркі дає помаранчеве забарвлення. Розчиняється у оцтовій кислоті.

## Дія на організм
Псилоцибін — психоактивна речовина, її вплив на організм схожий на дію ЛСД. В організмі псилоцибін перетворюється на псилоцин шляхом відокремлення залишку фосфорної кислоти. За своєю будовою псилоцибін та псилоцин подібні до нейромедіатора серотоніна, вони пригнічують його діяльність, ймовірно цим обумовлено психотропний ефект цих речовин.
Ефекти, що виникають внаслідок прийому псилоцибіну залежать від кількості речовини, яка потрапила до організму. Доза близько 1 мг викликає у людини стан сп'яніння вже через 20 — 30 хвилин після прийому. Доза до 4 мг викликає стан відстороненості від навколишнього світу, при більш високих кількостях (до 12 мг) виникають глибокі зміни психіки та з'являються галюцинації. Фізіологічно при цьому відчувається на початковому етапі важкість у кінцівках, нудота, жар або холод у тілі, сонливість. Після цього виникають відчуття викривлення простору та часу, змінюється сприйняття кольорів та звуків тощо. Людина втрачає здатність логічно мислити та відповідати на питання, спілкування з іншими людьми стає неадекватним. Вона може ототожнювати себе з іншими людьми, тваринами, відчувати себе поза тілом тощо.
Дія псилоцибіну триває кілька годин (в залежності від дозування, дія в середньому може тривати від трьох до пʼяти годин), після чого до людини повертається нормальне сприйняття реальності.
Токсичність цього алкалоїду невелика, не зареєстровано випадків отруєння чи загибелі людей після прийому речовини. Хоча прийом пероральним шляхом слід умовно вважати легким отруєнням, адже саме у такий спосіб (через шлунок) уможливлюється дія речовини безпосередньо. Фармакологічні дослідження виявили, що середня летальна доза для людини у 641 раз перевищує ефективну дозу. Псилоцибін не викликає фізичної залежності, але може викликати психічну залежність. При систематичному вживанні викликає деградацію нервової системи та захворювання, схоже на шизофренію. Що є неможливим, як фізично, так і психічно для будь якої людини, адже будь який живий організм завжди потребує відновлення. Стан характеризується відсутністю здатності до логічного мислення, втратою інтересу до життя, депресією та появою галюцинацій без вживання наркотиків. Що є абсолютно необґрунтованим, або ж ґрунтується за визначенням на певно-пропорційній складовій речовини, зазвичай виведеної хімічним шляхом у лабораторних умовах. Де така речовина добувається виключно у лікувальних цілях, метою яких є якраз виведення пацієнта з подібних станів, описаних вище, а не навпаки. У світовій медичній практиці зустрічаються випадки застосування прийому речовина здебільшого у психіатрії. Який вживається як профілактичний засіб під час курсу лікування насамперед пацієнтів, у яких подібні стани спостерігаються як затяжні, або ж можуть бути виявлені як хронічні. Подібні практики вживаються під час курсу лікування виключно за порадою та лише під наглядом головного лікуючого спеціаліста. 
Загально-прийнята ж практика вживання не потребує добування речовини у спеціальних лабораторних умовах, і являє собою звичайний процес пророщенням спор грибів за допомогою парникового ефекту навіть у домашніх умовах. Після достатнього дозрівання, гриби зрізаються та піддаються висушенню, як будь які інші їстивні гриби. 
Системне вживання можливе лише за умов дотримання чітко-визначеного графіку у певні дні прийому, без перевищення однієї мікродози у визначений час доби та загалом обмежується розділеною разовою ефективною дозою для однієї людини. Ця ефективна доза також може бути прийнята разово цілком, але лише у супроводі досвіченого наглядача, або ж за умов шо не становлять будь якої реальної загрози здоровʼю або життю людини. Прийом разової ефективної дози у той чи інший спосіб є виключно профілактичним засобом і зазвичай зумовлений потребою пітримання організма у тонусі при систематичному виконані фізичної, чи розумової роботи. Поодинокі випадки прийому разової ефективної дози також застосовується у якості умовної перезагрузки при важких психологічних навантаженнях. Після закінчення дії речовини при прийомі разової ефективної дози, або ж по завершенню графіка системного прийому мікродоз, організм не потребує особливого медичного догляду та/або реабілітації. Відновлення звичного режиму роботи та функціонування організма відбувається природнім шляхом через повернення до потрібної кількості годин сну і вживаних калорій на добу через їжу. 
У деяких країнах псилоцибін у невеликих дозах використовують для лікування так званого кластерного головного болю.

## Медичне використання
Починаючи з 2000-х років, проводяться дослідження впливу псилоцибіну в лікуванні тривожних розладів, великої депресії та різноманітних залежностей.  Псилоцибін був протестований на його потенціал для розробки рецептурних ліків для лікування наркотичної залежності, тривоги  та розладів настрою. 
У 2018–2019 роках Управління з контролю за якістю харчових продуктів і медикаментів США (FDA) надало статус «Проривна терапія» для терапії псилоцибіном резистентної до лікування депресії та великого депресивного розладу. Огляд 2021 року виявив, що використання псилоцибіну було пов’язане зі зниженням інтенсивності симптомів депресії.
Дослідження 2013 року показало, що низька доза (0,1 мг/кг) псилоцибіну, який вводили миші, посилює нейрогенез у гіпокампі навіть через 2 тижні після введення, тоді як висока доза (1 мг/кг) значно знизижує нейрогенез.
Псилоцибін суттєво покращує нейропластичність, що може мати різноманітні терапевтичні переваги. (див. Психоделічна психотерапія)

## Значення для людей
Із давніх часів гриби, що містять псилоцибін, використовувались деякими племенами американських індіанців для ритуальних обрядів та були предметом поклоніння. Головним джерелом псилобіцину для наркоманів України є Псилоциба напівланцетовидна. В наш час в більшості країн псилоцибін вважається наркотичною речовиною, зберігання та використання переслідується кримінальним кодексом (ст. 307). В деяких країнах (Нідерланди, Нова Зеландія) його використання дозволено законом в обмежених кількостях (у вигляді свіжих грибів).